# Ivo Josipović (košarkaš)
Ivo Josipović (Karlovac, 6. siječnja 1975.) hrvatski je profesionalni košarkaš.  Trenutačno je član ciparskog košarkaškog kluba Apollon Limassol. S Ural Greatom osvojio je naslov ruskog kupa 2005. godine, dok je s njemačkim Telekom Bonnom dva puta bio finalist njemačkog prvenstva (1999. i 2001.).

## Vanjske poveznice
- Profil[neaktivna poveznica] na Kosarka.hr
- Profil na Eurobasket.com